# 카스카드구

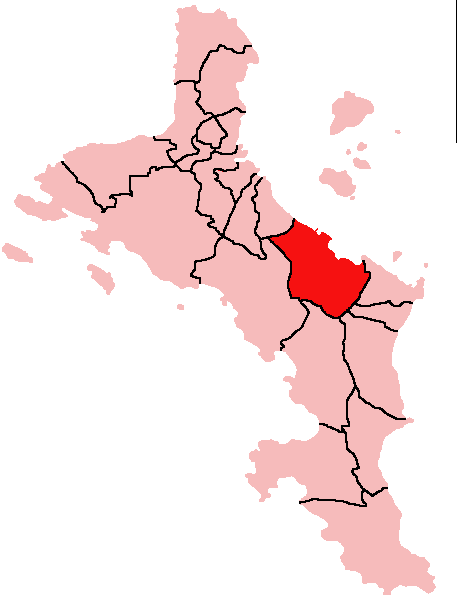
카스카드구의 위치

카스카드구(프랑스어: Cascade)는 세이셸을 구성하는 25개 구 가운데 하나로 마에섬에 위치한다. 면적은 10.4km2, 인구는 3,439명(2002년 기준)이다.